# Elle (dopływ Vézère)
Elle – rzeka we Francji, przepływająca przez tereny departamentów Corrèze oraz Dordogne, o długości 19,4 km. Stanowi prawy dopływ rzeki Vézère. 

## Geografia
Elle ma źródło w departamencie Corrèze na wysokości około 260 m n.p.m. Wypływa z niewielkiego stawu znajdującego się kilkaset metrów na południe od miejscowości Ayen. Od miejscowości Villac obiera kierunek wschodni i następnie przepływa pod wiaduktem autostrady A89.
Elle uchodzi do Vézère jako jej prawy dopływ na wysokości 82 m n.p.m. w Terrasson-Lavilledieu.
Rzeka ma długość 19,4 km i powierzchnię dorzecza wynoszącą 81 km².

## Departamenty i gminy nad Elle
- Corrèze: Ayen (źródło), Saint-Robert, Louignac
- Dordogne: Villac, Beauregard-de-Terrasson, Le Lardin-Saint-Lazare, Terrasson-Lavilledieu (ujście)

## Główne dopływy
- Ruisseau de Mamouret – prawy, o długości 6,1 km
- Ruisseau des Lions (lub Ruisseau de Cussac) – prawy, o długości 7,9 km
- Ruisseau de Savignac (lub Ribeyrol) – lewy, o długości 6 km
- Ruisseau de Fondanger – o długości 2,4 km